# Серотониновые рецепторы

Серотонин.

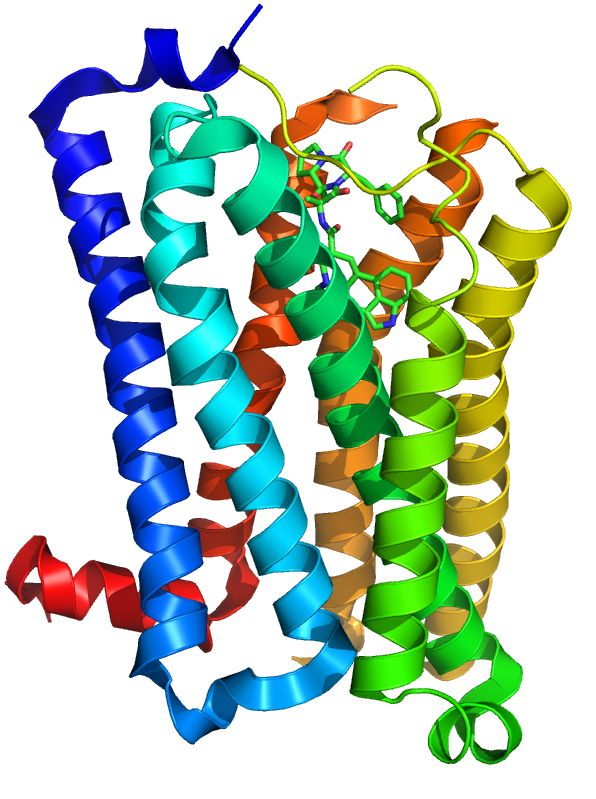
Рецептор 5-HT1B в качестве примера метаботропного серотонинового рецептора. 3D-структурная модель на базе кристаллографических данных.

Серотониновые рецепторы (5-HT-рецепторы) —  рецепторы, активируемые нейромедиатором и гормоном серотонином (5-HT). Они относятся к группам мембранных, сопряжённых с G-белком, лиганд-зависимых ионных каналов (ионотропных). Рецепторы 5-HT расположены в центральной и периферической нервной системе, и опосредуют как возбуждающую, так и тормозящую нейротрансмиссию. Рецепторы серотонина взаимодействуют со множеством лекарственных средств и психоактивных веществ, серотонин является их эндогенным лигандом.
Серотониновые рецепторы модулируют высвобождение многих нейромедиаторов: глутамата, ГАМК, дофамина, норадреналина и адреналина, ацетилхолина, а также многих гормонов: окситоцина, пролактина, вазопрессина, кортизола, АКТГ и субстанции P. Эти рецепторы влияют на различные физиологические процессы, такие как аппетит, агрессия, тревога, познание, обучение, память, настроение, тошнота, сон и терморегуляция. Они являются мишенями медикаментов, в том числе психотропных, в том числе наркотических веществ, например галлюциногенов и эмпатогенов. Антидепрессанты, нейролептики, аноректики, противорвотные препараты, прокинетики, противомигренозные препараты затрагивают серотониновые рецепторы.
Рецепторы серотонина обнаружены почти у всех животных и, как известно, даже регулируют продолжительность жизни и поведенческое старение у примитивной нематоды Caenorhabditis elegans.

## История
Впервые неоднородность серотониновых рецепторов была показана в опытах Gaddum, Picarell (1957): способность серотонина сокращать гладкие мышцы блокировалась диэтиламидом Д-лизергиновой кислоты (ЛСД), а свойство возбуждать вегетативные ганглии предотвращалось морфином. Соответствующие рецепторы были названы Д- и М- серотониновыми рецепторами. И. Н. Пидевич (1962, 1965) показала, что рефлекторные реакции на серотонин, возникающие с серотониновых рецепторов чувствительных волокон блуждающего нерва, не угнетаются ЛСД и морфином, но конкурентно блокируются типиндолом. Соответствующие рецепторы были названы рецепторами серотонина Т типа.
Позднее места связывания серотонина стали изучать с помощью меченых лигандов, удалось клонировать рецепторы. С использованием новых возможностей были выделены семь семейств рецепторов серотонина: 5-НТ1, 5-НТ2 (Leysen и соавторами,1979, 1981), 5-НТ3, 5-НТ4, 5-НТ5, 5-НТ6 и 5-НТ7. Некоторые из этих семейств рецепторов имеют подтипы. По мере накопления данных, касающихся роли и фармакологической характеристики рецепторов 5-НТ1-7, появились основания предполагать, что рецепторы 5-НТ2 близки или идентичны Д-рецепторам серотонина; рецепторы 5-НТ3 соответствуют рецепторам серотонина Т-типа; рецепторы 5-НТ4 сходны с М-серотониновыми рецепторами. В дальнейшем была выделена классификация серотониновых рецепторов отдельно от рецепторов дофамина. Рецепторы серотонина метаботропны, состоят из семи доменов и связаны с G-белками, за исключением ионотропного семейства 5-HT3. В 2014 году у маленькой белой бабочки Pieris rapae был выделен новый рецептор 5-HT, получивший название pr5-HT8. Он не встречается у млекопитающих и имеет относительно малое сходство с известными классами рецепторов 5-HT.

## Классификация
| Семейство | Тип                                               | Механизм действия                                                            | Возбуждение/торможение |
| 5-HT1     | Gi/Go-связанные                                   | снижение внутриклеточного уровня цАМФ                                        | Тормозящий             |
| 5-HT2     | Gq/G11-связанные                                  | повышение клеточного уровня инозитолтрифосфата (IP3) и Диацилглицерина (DAG) | Возбуждающий           |
| 5-HT3     | лиганд-зависимые Na+ и K+ катионный каналы        | деполяризация мембраны                                                       | Возбуждающий           |
| 5-HT4     | Gs-связанные                                      | повышение клеточного уровня цАМФ                                             | Возбуждающий           |
| 5-HT5     | G-белок-связанные; основная связь показана с Gi/o | ингибирование активности аденилатциклазы                                     | Тормозящий             |
| 5-HT6     | Gs-связанные                                      | повышение внутриклеточного уровня цАМФ                                       | Возбуждающий           |
| 5-HT7     | Gs-связанные                                      | повышение внутриклеточного уровня цАМФ.                                      | Возбуждающий           |

### Подтипы
| Обзор серотониновых рецепторов |                                         |                                                                           | | | | |
| Рецептор (впервые клонирован)  | Ген                                     | Размещение                                                                | Функция | Агонист | Антагонист | Лекарственные средства, которые действуют на эти рецепторы |
| 5-HT1A (1987)                  | - HTR1A                                 | - Кровеносные сосуды - ЦНС                                                | - Аддикция - Агрессия - Тревога - Аппетит - Ауторецептор - Давление крови - Кардиоваскулярная функция - Рвота - Частота сердечных сокращений - Импульсивность - Память - Настроение - Тошнота - Ноцицепция - Эрекция полового члена - Мидриаз - Дыхание - Сексуальное поведение - Сон - Общительность - Терморегуляция - Вазоконстрикция | Селективные (селективность для 5-HT1A по сравнению с другими 5-HT рецепторами) - Каннабидиол (активность и эффективность неизвестна) - F-15,599 (Сильнодействующее и селективное для 5-HT1A-рецепторов соединение) - Флесиноксан (Мощный агонист, EC50 = 24 nM) - Гепирон (Частичный агонист, Ki = 70 nM) - Галоперидол - Ипсапирон (Частичный агонист, Ki= 12,1nM. Обладает антидепрессивным и анксиолитическим свойствами) - Тразодон (SARI. Селективный в том смысле, что он на все другие 5-НТ-рецепторы действует либо как антагонист, либо не оказывает на них никакого действия. Kd = 78 nM) - Иохимбин (Неселективный частичный агонист, с умеренной аффинностью, используется для лечения сексуальных дисфункций) - Тандоспирон (Сильный и селективный частичный агонист. Ki = 27 ± 5 nM транквилизатор и антидепрессант) - Вортиоксетин (полный агонист) Неселективные - 5-CT (Мощный агонист- Ki = 250 ± 50 pM) - 8-OH-DPAT (Мощный, почти селективный агонист (имеет некоторую аффинность с 5-HT7, SERT и serotonin releasing agent)) - Арипипразол (Атипичный антипсихотик) - Буспирон (Частичный агонист, IA = 0,465. Транквилизатор и антидепрессант) - Зипрасидон (Атипичный антипсихотик. Частичный агонист - Ki = 3,4 nM) | - BMY 7378 - Цианопиндолол - Йодоцианопиндолол - Lecozotan - Methiothepin - Метисергид (https://www.ncbi.nlm.nih.gov/pubmed/2933009) - NAN-190 - Небиволол - Nefazodone (SARI. Acts as an antagonist see https://pubchem.ncbi.nlm.nih.govWAY-100,135 - WAY-100,635 - Mefway | - Анальгетики - Антидепрессанты - Анксиолитики(например, Буспирон (частичный агонист), U-92,016-A (полный агонист), LY297996 (антагонист)) - Ноотропные средства (антагонисты) - Средства облегчения негативных симптомов психоза |
| 5-HT1B (1992)                  | - HTR1B                                 | - Кровеносные сосуды - ЦНС                                                | - Аддикция - Агрессия - Тревога - Ауторецептор - Обучение - Движение - Память - Настроение - Эрекция - Сексуальное поведение - Вазоконстрикция | - 5-CT - CGS-12066A - CP-93,129 - CP-94,253 - Dihydroergotamine - Eltoprazine - Эрготамин - Вортиоксетин (частичный агонист) - Метисергид - RU 24969 - TFMPP - Триптаны (antimigraine) - Золмитриптан - Элетриптан - Суматриптан | - Альпренолол - AR-A000002 - Азенапин - Цианопиндолол - GR-127,935 - Йодоцианопиндолол - Isamoltane - Метерголин - Methiothepin - Окспренолол - Пиндолол - Пропранолол - SB-216,641 - Иохимбин | - Средства, снимающие приступы мигрени (например, триптаны) |
| 5-HT1D (1991)                  | - HTR1D                                 | - Кровеносные сосуды - ЦНС                                                | - Тревога - Авторецептор - Движение - Вазоконстрикция | - 5-CT - CP-135,807 - Dihydroergotamine - Эрготамин - Метисергид - Триптаны (средства против мигрени) - Алмотриптан - Элетриптан - Фроватриптан - Наратриптан - Ризатриптан - Суматриптан - Золмитриптан - Иохимбин | - BRL-15572 - GR-127,935 - Кетансерин - Metergoline - Methiothepin - Раувольсин - Ритансерин - Зипрасидон - Вортиоксетин | - Средства, снимающие приступы мигрени (например, триптаны) |
| 5-HT1E (1992)                  | - HTR1E                                 | - Кровеносные сосуды - ЦНС                                                | | - BRL-54443 | | - Неизвестны |
| 5-HT1F (1993)                  | - HTR1F                                 | - ЦНС                                                                     | - Мигрень | - BRL-54443 - Lasmiditan - LY-334,370 - Наратриптан | | - Неизвестны |
| 5-HT1P                         | Не клонирован                           | - ЖКТ                                                                     | - Перистальтика | - 5-OHIP - 2-Methyl-5-HT - 5-BOHIP | - 5-HTP-DP | - Неизвестны |
| 5-HT2A (1988)                  | - HTR2A                                 | - Кровеносные сосуды - ЦНС - ЖКТ - Тромбоциты - ПНС - Гладкая мускулатура | - Аддикция - Тревога - Аппетит - Когниция (познание) - Воображение - Обучение - Память - Настроение - Восприятие - Сексуальное поведение - Сон - Терморегуляция - Вазоконстрикция | - 25I-NBOMe (полный агонист) - 2C-B - 5-MeO-DMT - Бензилпиперазин - Буфотенин - Диметилтриптамин - DOM - Ergonovine - Лизурид - ЛСД - Мескалин - Myristicin - Псилоцин - Псилоцибин - TFMPP (частичный агонист или антагонист) - Иохимбин | - Атипичные антипсихотики - Клозапин - Оланзапин - Кветиапин - Рисперидон - Зипрасидон - Луразидон - Арипипразол - Карипразин - Азенапин - Амитриптилин - Кломипрамин - Ципрогептадин - Eplivanserin - Этоперидон - Илоперидон - Кетансерин (антигипертензивное средство) - Метисергид - Миансерин - Миртазапин - Nefazodone - Пимавансерин - Пизотифен - Ритансерин - Тразодон           | - Атипичные антипсихотики (антагонисты) - Психоделики (частичные агонисты) - NaSSAs (антидепрессанты и анксиолитики) |
| 5-HT2B (1992)                  | - HTR2B                                 | - Кровеносные сосуды - ЦНС - ЖКТ - Тромбоциты - ПНС - Гладкая мускулатура | - Тревога - Аппетит - Кардиоваскулярная функция - Моторика ЖКТ - Сон - Вазоконстрикция | - BW-723C86 - Фенфлурамин - МДМА - Норфенфлурамин - Ro60-0175 | - Агомелатин - Азенапин - Бензилпиперазин - Кетансерин - Метисергид - Ритансерин - RS-127,445 - Тегасерод - Иохимбин - Арипипразол (обратный агонист) - Карипразин | - Средства, снимающие приступы мигрени (антагонисты) |
| 5-HT2C (1988)                  | - HTR2C                                 | - Кровеносные сосуды - ЦНС - ЖКТ - Тромбоциты - ПНС - Гладкая мускулатура | - Аддикция (модулирующая) - Тревога - Аппетит - Моторика ЖКТ - Гетерорецептор для норадреналина и дофамина - Движение - Настроение - Эрекция - Сексуальное поведение - Сон - Терморегуляция - Вазоконстрикция | - A-372,159 - AL-38022A - Арипипразол - Эргоновин - Лоркасерин - Ro60-0175 - TFMPP - Тразодон (Снотворное) - YM-348 | - Агомелатин (антидепрессант) - Амитриптилин - Азенапин - Кломипрамин - Клозапин (нейролептик) - Ципрогептадин - Димеболин - Eltoprazine - Этоперидон - Флуоксетин - Илоперидон - Кетансерин (антигипертензивное средство) - Лизурид - Метисергид - Миансерин - Миртазапин - Nefazodone - Оланзапин - Пароксетин - Кветиапин - Рисперидон - Ритансерин - Трамадол - Тразодон - Зипрасидон | - Антидепрессанты (например, Агомелатин, Флуоксетин) |
| 5-HT3 (1993)                   | - HTR3A - HTR3B - HTR3C - HTR3D - HTR3E | - ЦНС - ЖКТ - ПНС                                                         | - Аддикция - Тревога - Рвота - Моторика ЖКТ - Обучение - Память - Тошнота | - 2-Methyl-5-HT - Бензилпиперазин - RS-56812 | - Алосетрон - Некоторые противорвотные средства - Доласетрон - Ондансетрон - Гранисетрон - Трописетрон - Клозапин - Мемантин - Метоклопрамид - Миансерин - Миртазапин - Оланзапин - Кветиапин - Вортиоксетин | - Противорвотные средства |
| 5-HT4 (1995)                   | - HTR4                                  | - ЦНС - ЖКТ - ПНС                                                         | - Тревога - Аппетит - Моторика ЖКТ - Обучение - Память - Настроение - Дыхание | - 5-MT - BIMU-8 - Цинитаприд - Цизаприд (гастропрокинетик) - Dazopride - Метоклопрамид - Мозаприд - Прукалоприд - RS-67333 - Рензаприд - Тегасерод - Закоприд | - L-Лизин - Пибосерод | - Неизвестны |
| 5-HT5A (1994)                  | - HTR5A                                 | - ЦНС                                                                     | - Авторецептор - Движение | - 5-CT - Эрготамин - Валериановая кислота | - Азенапин - Димеболин - Methiothepin - Ритансерин - SB-699,551 - SB-699,551-A | - Нет до сих пор |
| 5-HT5B (1993)                  | - HTR5BP                                | функции в грызунах, псевдоген в людях                                     | | | | - Нет до сих пор |
| 5-HT6 (1993)                   | - HTR6                                  | - ЦНС                                                                     | - Тревога - Когниция - Обучение - Память - Настроение | - EMD-386,088 - EMDT | - Амитриптилин - Арипипразол - Азенапин - Кломипрамин - Клозапин - Димеболин - EGIS-12233 - Илоперидон - MS-245 - Оланзапин - Ro04-6790 - SB-258,585 - SB-271,046 - SB-357,134 - SB-399,885 | - Нет до сих пор |
| 5-HT7 (1993)                   | - HTR7                                  | - Кровеносные сосуды - ЦНС - ЖКТ                                          | - Тревога - Авторецептор - Память - Настроение - Дыхание - Сон - Терморегуляция - Вазоконстрикция | - 5-CT - 8-OH-DPAT - AS-19 - E-55888 - RA-7 | - Амитриптилин - Арипипразол - Азенапин - Кломипрамин - Клозапин - EGIS-12233 - Илоперидон - Имипрамин - Кетансерин - Оланзапин - Ритансерин - Рисперидон - Луразидон - SB-269,970 - Вортиоксетин | - Антидепрессанты |

Следует отметить, что 5-НТ1С рецептор после клонирования и дополнительной характеристики, был причислен к семейству 5-HT2 и переименован в  5-НТ2С, поскольку имеет больше общего с этим семейством, нежели с 5-НТ1.
Очень неселективные агонисты 5-HT подтипов рецепторов включают эрготамин (средство против мигрени), которое активирует 5-HT1A, 5-HT1D, 5-HT1B, D2 рецепторы, а также рецепторы норадреналина. ЛСД (психоделик) представляет собой агонист следующих 5-НТ рецепторов: 5-HT1A, 5-НТ2А, 5-HT2C, 5-HT5A, 5-НТ5, 5-НТ6.